# IBooks
iBooks je aplikace a digitální obchod s knihami společnosti Apple. Funguje na zařízeních s operačním systémem iOS. První verze byla představena 27. ledna 2010 při oficiálním představení prvního zařízení iPad. iBooks je integrovanou aplikací iOS zařízení od verze iOS 8, do té doby se musel dodatečně stáhnout zdarma z App Store.

## Historie
- První verze byla představena 27. ledna 2010 při oficiálním představení zařízení iPad.
- 8. června 2010 Steve Jobs oznámil, že iBooks budou podporovat i čtení PDF.
- 19. ledna 2012 Apple představil novou sekci iBooks zvanou Textbooks (učebnice) a spolu s ní vydal i aplikaci zdarma na tvorbu takových učebnic (iBooks Author).